# Aparasphenodon venezolanus
Aparasphenodon venezolanus és una espècie de granota de la família dels hílids que es troba al Brasil, Colòmbia i Veneçuela. Viu als boscos humits de clima tropical o subtropical, llacs i aiguamolls d'aigua dolça. Està amenaçada per la pèrdua del seu hàbitat natural.